# Garneau-Québecor/Saison 2015
Dieser Artikel listet Erfolge und Fahrer des Radsportteams Garneau-Québecor in der Saison 2015 auf.

## Erfolge in der UCI America Tour
Bei den Rennen der  UCI America Tour im Jahr 2015 gelangen dem Team nachstehende Erfolge.
| Datum   | Rennen                                    | Kat. | Fahrer         |
| ------- | ----------------------------------------- | ---- | -------------- |
| 29. Mai | 2. Etappe Grand Prix Cycliste de Saguenay | 2.2  | Bruno Langlois |
| 31. Mai | 4. Etappe Grand Prix Cycliste de Saguenay | 2.2  | Bruno Langlois |

## Abgänge – Zugänge
| Zugänge            | Team 2014                      | Abgänge                        | Team 2015                                |
| ------------------ | ------------------------------ | ------------------------------ | ---------------------------------------- |
| Bruno Langlois     | Optum-Kelly Benefit Strategies | Pierrick Naud                  | Optum-Kelly Benefit Strategies           |
| Adam Varabei       |                                | Luke Ockerby                   | search2retain-health.com.au Cycling Team |
| Jason Lowndes      |                                | Jacob Kauffmann                | Team Budget Forklifts                    |
| Oliver Brisebois   |                                | Janvier Hadi                   | Unbekannt                                |
| Marc-Antoine Soucy |                                | Ben Chaddock                   | Unbekannt                                |
|                    |                                | Simon Lambert-Lemay            | Unbekannt                                |
|                    |                                | Adam Matthew Farabaugh         | Unbekannt                                |
|                    |                                | Louis Garneau                  | Unbekannt                                |
|                    |                                | Anton Varabei (bis 1. Oktober) | Unbekannt                                |

## Mannschaft
| Name                  | Geburtstag        | Nationalität |
| --------------------- | ----------------- | ------------ |
| Oliver Brisebois      | 12. April 1995    | Kanada       |
| Geoffroy Dussault     | 14. Februar 1986  | Kanada       |
| Julien Gagne          | 13. Juli 1994     | Kanada       |
| Simon-Pierre Gauthier | 25. Februar 1993  | Kanada       |
| Bruno Langlois        | 1. März 1979      | Kanada       |
| Jason Lowndes         | 14. Dezember 1994 | Australien   |
| Rémi Pelletier-Roy    | 4. Juli 1990      | Kanada       |
| Marc-Antoine Soucy    | 22. April 1995    | Kanada       |
| Anton Varabei         | 2. September 1985 | Kanada       |